# 0161
0161 è il prefisso telefonico del distretto di Vercelli, appartenente al compartimento di Torino.
Il distretto comprende la parte meridionale della provincia di Vercelli e alcuni comuni delle province di Novara, Biella e la città metropolitana di Torino. Confina con i distretti di Borgosesia (0163) a nord, di Novara (0321) e di Mortara (0384) a est, di Casale Monferrato (0142) a sud, di Asti (0141) e di Torino (011) a sud-ovest, di Ivrea (0125) a ovest e di Biella (015) a nord-ovest.

## Aree locali e comuni
Il distretto di Vercelli comprende 66 comuni compresi nelle 3 aree locali di Cigliano (ex settori di Cigliano e Crescentino), Santhià (ex settori di Santhià e Trino) e Vercelli (ex settori di Arborio, Buronzo e Vercelli). I comuni compresi nel distretto sono: Albano Vercellese, Alice Castello, Arborio, Asigliano Vercellese, Balocco, Bianzè, Borgo d'Ale, Borgo Vercelli, Buronzo, Caresana, Caresanablot, Carisio, Casalvolone (NO), Casanova Elvo, Castelletto Cervo (BI), Cavaglià (BI), Cigliano, Collobiano, Costanzana, Crescentino, Crova, Desana, Dorzano (BI), Fontanetto Po, Formigliana, Ghislarengo, Gifflenga (BI), Greggio, Lamporo, Lignana, Livorno Ferraris, Maglione (TO), Massazza (BI), Moncrivello, Motta de' Conti (eccetto la frazione di Mantie), Mottalciata (BI), Olcenengo, Oldenico, Palazzolo Vercellese, Pertengo, Pezzana, Prarolo, Quinto Vercellese, Rive, Ronsecco, Roppolo (BI), Rovasenda, Salasco, Sali Vercellese, Saluggia, Salussola (BI), San Germano Vercellese, San Giacomo Vercellese, Santhià, Stroppiana, Tricerro, Trino, Tronzano Vercellese, Vercelli, Verrua Savoia (TO), Villanova Biellese (BI), Villarboit, Villareggia (TO), Villata, Vinzaglio (NO) e Viverone (BI).